# Hajime Tominaga
Hajime Tominaga (富永一?, Tominaga Hajime; ...) è un allenatore di football americano giapponese, allenatore dei Tainai Deers.